# Duvanskij rajon
Il Duvanskij rajon (in russo Дуванский район?) è un municipal'nyj rajon della Repubblica della Baschiria, nella Russia europea.